# أوليكسي بيتشيروف
أوليكسي بيتشيروف (بالأوكرانية: Печеров Олексій Іванович) مواليد 8 ديسمبر 1985 في دونيتسك، الجمهورية الأوكرانية السوفيتية الاشتراكية، هو لاعب كرة سلة محترف أوكراني بدأ مسيرته الاحترافية في سنة 2002 حيث تم اختياره من قبل فريق واشنطن ويزاردز خلال الدرافت،. يبلغ طوله 7 قدم 0 بوصة (2.1 م).

## فرق لعب لها
- واشنطن ويزاردز
- مينيسيوتا تيمبر وولفز
- أولمبيا ميلانو
- فالنسيا باسكت

## إحصائيات المسيرة

### الموسم الاعتيادي
| السنة   | الفريق                | لعب | بدأ | دقيقة | ميداني% | ثلاثية | حرة  | ارتداد | صنع | استلاب | تصدي | نقطة |
| ------- | --------------------- | --- | --- | ----- | ------- | ------ | ---- | ------ | --- | ------ | ---- | ---- |
| 2007–08 | واشنطن ويزاردز        | 35  | 0   | 9.1   | .352    | .283   | .645 | 1.9    | .2  | .2     | .1   | 3.6  |
| 2008–09 | واشنطن ويزاردز        | 32  | 0   | 8.7   | .386    | .326   | .828 | 2.4    | .1  | .2     | .1   | 3.6  |
| 2009–10 | مينيسيوتا تيمبر وولفز | 44  | 5   | 10.2  | .410    | .296   | .906 | 2.8    | .3  | .2     | .3   | 4.5  |
| المسيرة |                       | 111 | 5   | 9.4   | .386    | .290   | .793 | 2.4    | .2  | .2     | .2   | 3.9  |

### التصفيات
| السنة   | الفريق         | لعب | بدأ | دقيقة | ميداني% | ثلاثية | حرة   | ارتداد | صنع | استلاب | تصدي | نقطة |
| ------- | -------------- | --- | --- | ----- | ------- | ------ | ----- | ------ | --- | ------ | ---- | ---- |
| 2008    | واشنطن ويزاردز | 3   | 0   | 2.7   | .000    | .000   | 1.000 | .3     | .0  | .3     | .3   | .7   |
| المسيرة |                | 3   | 0   | 2.7   | .000    | .000   | 1.000 | .3     | .0  | .3     | .3   | .7   |

## روابط خارجية
- أوليكسي بيتشيروف على موقع الاتحاد الدولي لكرة السلة (الإنجليزية)
- أوليكسي بيتشيروف على موقع الدوري الأوروبي لكرة السلة (الإنجليزية)
- أوليكسي بيتشيروف على موقع إن بي أي (الإنجليزية)
- أوليكسي بيتشيروف على موقع سبورتس رفرنس (الإنجليزية)
- أوليكسي بيتشيروف على موقع الدوري الإسباني لكرة السلة (الإسبانية)
- أوليكسي بيتشيروف على موقع كرة السلة الأوروبية.كوم (الإنجليزية)
- أوليكسي بيتشيروف على موقع ريلجم (الإنجليزية)
- أوليكسي بيتشيروف على موقع بروبوليرز (الإنجليزية)
- أوليكسي بيتشيروف على موقع سبورتس رفرنس (الإنجليزية)